# 下顎第一大臼歯
下顎第一大臼歯（かがくだいいちだいきゅうし、Mandibular first molar）は下顎第二小臼歯の遠心にある大臼歯。
近心側隣接歯：下顎第二小臼歯
遠心側隣接歯：下顎第二大臼歯
対合歯：上顎第二小臼歯と上顎第一大臼歯
下顎第一大臼歯の歯の機能は他の臼歯と同様、咀嚼中に粉砕することである。通常五咬頭で、二つは頬側、二つは舌側、残りの一つは遠心側に有る。下顎乳臼歯と機能は似ているが、形態は大きく異なる。また、大臼歯より前の全ての歯と異なっている。
出生時付近に石灰化を開始し、歯冠の完成は2.5～3歳頃、6～7歳で口腔に萌出し、9～10歳頃に歯根が完成する。
日本では一般的に、左側を左下6番（表記は┌の中に6を入れた物）、右側を右下6番（表記は┐の中に6を入れた物）と呼ぶが、この他、左側を19、右側を30とする表記法や、左側を36、右側を46とする表記法も国際的に知られる。